# Reobase

Fig. 1 - Reobase y cronaxia son aquellos puntos definidos en la curva de fuerza-duración sobre un tejido.

En neurociencia se denomina reobase a la corriente mínima aplicada a un músculo durante un intervalo infinito de tiempo (que en fisiología puede ser unos cientos de milisegundos) para que devenga un nivel de despolarización de las membranas celulares (como por ejemplo un potencial de acción en la contracción de un músculo). Es por lo tanto, la intensidad mínima necesaria que aplicada a un tejido (durante un largo periodo de tiempo) permite una respuesta excitativa. El término "cronaxia" y "reobase" fue acuñado en 1909 por el fisiólogo francés Louis Lapicque. 

## Concepto
Se denomina reobase a la mínima intensidad (generalmente expresada en miliamperios) capaz de producir un potencial de acción, siendo la cronaxia el tiempo necesario para que una intensidad doble de la reobase produzca efecto. El impulso suele ser simulado con pulsos cuadrangulares de 1000 ms de intervalo. Esto puede entenderse mejor observando la figura de una curva esfuerzo-duración de la Fig. 1). De la misma forma el tiempo de excitación mínimo necesario para provocar excitación de una neurona se denominaría reobase del tiempo.he dicho pico cerrado

### Ecuación de Lapicque
En 1907, Louis Lapicque, un neurocientífico francés, propuso su ecuación exponencial para la curva fuerza-duración. La ecuación para una determinada corriente I:
{\displaystyle I=b(1+{c \over d}\,),}
donde b se refiere al valor de la reobase y c se refiere al valor de cronaxia sobre la duración d.
La fórmula hiperbólica de Lapicque combina el umbral de amplitude de un estímulo con su duración. Esto representa la primera manejable con parámetros fisiológicamente definidos que podrían comparar excitabilidad de diferentes objetos, lo que refleja una necesidad urgente a principios del siglo XX. Lapicque usó pulsos de corriente constante de descarga de capacitores para obtener la cronaxia para una amplia variedad de tejidos excitables. La reobase en la ecuación de Lapicque es la asíntota de la curva exponencial en duraciones muy largas.